# 久松由実
久松 由実（ひさまつ ゆみ、1971年8月2日 - ）は、日本の元歌手で元アイドル。東京都大田区出身。血液型はO型。本名は久松麻紀子（旧姓）

## 経歴
14歳の時に原宿でスカウトされモデルの仕事を始める。
ホワイトデーを発案した全国飴菓子工業組合が1986年9月に主催した「ホワイト・シンデレラコンテスト」のオーディションで、約5000人の中から「ホワイト・シンデレラ」として選出される。翌年1987年2月25日にポリドールレコードより「ボーイフレンド」作詞戸沢鴨美、作曲林哲司で歌手としてデビュー。第2弾シングル『海の青空の青』発売直前に体調不良にて発売中止となる。
堀越高等学校に在学していたが、同級生には大根夕佳、田中律子、相川恵里、仁藤優子、本田理沙、伊藤美紀、若林志穂、中野みゆき、菊池健一郎などがいた。特に本田理沙とは親友だった。学年内でも成績が大変優秀だったという。卒業文集には担任が久松について、「彼女の成績優秀さは、時が経っても忘れる事はないだろう」と記している。
1988年からは女優として活動し始め、テレビドラマに出演。
20代になってからはモデルとして活動する傍ら、東京製菓専門学校に入学し卒業。パリのコルドンブルー製菓学校と、スイスのリッチモンド製菓学校の短期速習コースを履修し、お菓子作りに勤しむ。
現在は結婚して1児の母。

## テレビ出演
- アイラブユーからはじめよう（1989年、TBS）
- 家庭の問題（1988年4月〜9月、TBS）
- ドーナツ6火曜レギュラー（1988年、TBS）
- 年末年始ホテル物語（1988年12月、TBS）

おはよう朝日です
テレビ音楽館
オゲンコッ特派員